# يوجين لازوفسكي
يوجين لازوفسكي (1913، تشيستوشوا، بولندا - 16 ديسمبر 2006 ، يوجين ، أوريغون ، الولايات المتحدة ) هو طبيب بولندي أنقذ آلاف الأشخاص خلال الحرب العالمية الثانية من خلال خلق وباء مزيف استغل الرهاب الألماني حول النظافة . كما استخدم منصبه كطبيب يعالج الأشخاص الذين يسافرون عبر محطة قطار قريبة لإخفاء إمداده بالأدوية لليهود في الحي اليهودي المحلي. من خلال القيام بذلك ، خاطر يوجين بعقوبة الإعدام الألمانية التي يتم تنفيذها على البولنديين الذين ساعدوا اليهود في المحرقة.

## الحرب العالمية الثانية
قبل اندلاع الحرب العالمية الثانية ، حصل يوجينيوس لازوفسكي على شهادة الطب من جامعة جوزيف بيوسودسكي في وارسو ، بولندا . خلال الحرب العالمية الثانية، خدم لازوفسكي كملازم ثان في الجيش البولندي في طاقم للصليب الأحمر ، ثم كطبيب عسكري تابع لجيش الوطن (بولندا) المقاوم. بعد الاحتلال الألماني لبولندا ، أقام لازوفسكي في روزفادوف مع زوجته وابنته الصغيرة. أمضى شازوفسكي بعض الوقت في معسكر أسرى الحرب قبل وصوله للمدينة، حيث اجتمع مع عائلته وبدأ ممارسة الطب مع صديقه في كلية الطب الدكتور ستانيسلاف ماتوليويتش. باستخدام اكتشاف طبي قام به ماتوليويتش وهو أنه يمكن حقن الأشخاص الأصحاء بسلالة من البروتين التي تعطي نتائج إيجابية للتيفوس دون التعرض للمرض، صنع لازوفسكي تفشيًا وهميًا للتيفوس الوبائي في وحول مدينة روزفادوف (الآن منطقة من ستالفا فولا) ، الذي قام الألمان بعد ذلك بعزله. هذا أنقذ ما يقدر بنحو 8000 شخص من إرسالهم إلى معسكرات الاعتقال الألمانية في الهولوكوست. 

## الحياة في وقت لاحق
في عام 1958 ، هاجر لازوفسكي إلى الولايات المتحدة في منحة دراسية من مؤسسة روكفلر. وفي عام 1976 أصبح أستاذًا في طب الأطفال في جامعة إلينوي في شيكاغو . كتب لازوفسكي مذكرات بعنوان Prywatna wojna (حربي الخاصة) وأعيد طبعها عدة مرات، بالإضافة إلى أنه كتب أكثر من مائة أطروحة علمية. 
اعتزل لازوفسكي ممارسة عمله في أواخر 1980s. وتوفي في عام 2006 في يوجين ، أوريغون ، حيث كان يعيش مع ابنته. 
- تم إنتاج فيلم وثائقي عن Lazowski بعنوان A Private War من قبل المنتج التلفزيوني Ryan Bank ، الذي لحق Lazowski عائدا إلى بولندا وسجل شهادات من الأشخاص الذين تم إنقاذ أسرهم بسبب الوباء المزيف. [4]

1. ↑  Chicago's 'Schindler' who saved 8,000 Poles from Nazis dies Chicago Sun-Times - Find Articles نسخة محفوظة 24 مايو 2020 على موقع واي باك مشين.
2. ↑  Andrzej Pityński, "Short biography of Eugeniusz Łazowski". مؤرشف من الأصل في 2007-11-11. اطلع عليه بتاريخ 2009-04-03.
3. ↑  Art Golab, "Chicago's 'Schindler' who saved 8,000 Jews from the Holocaust". مؤرشف من الأصل في 2007-10-30. اطلع عليه بتاريخ 2017-10-05. Chicago Sun-Times, Dec 20, 2006.
4. ↑  Paula Davenport, Media & Communication Resources, "Life Preserver". مؤرشف من الأصل في 2011-07-20. اطلع عليه بتاريخ 2012-05-30..

## روابط خارجية
- لقد خدع النازيين ، وأنقذ الآلاف. المصدر: شركة صن تايمز
- Fake Epidemic Saves a Village from Nazis على موقع واي باك مشين (نسخة محفوظة January 22, 2009) . Holocaustforgotten.com
- طبيبان استخدما التيفوس لإنقاذ الآلاف في زمن الحرب.
- بولا دافنبورت ، موارد الإعلام والاتصال ، جامعة إلينوي الجنوبية ، حافظ الحياة.